# Walter Heller

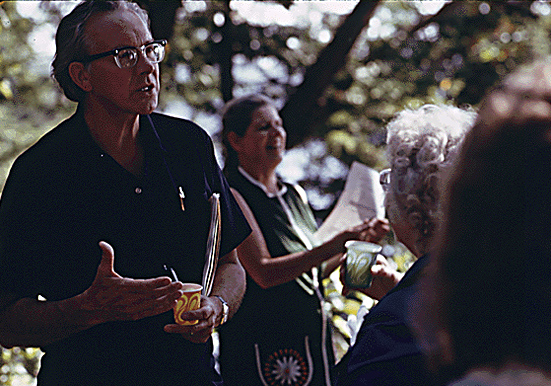
Walter Heller (1974)

Walter Wolfgang Heller (* 27. August 1915 in Buffalo, New York; † 15. Juni 1987 in Silverdale, Washington) war ein US-amerikanischer Wirtschaftswissenschaftler, der sowohl Vorsitzender des Council of Economic Advisers als auch Präsident der American Economic Association war.

## Leben
Nach dem Schulbesuch studierte Heller, Sohn deutscher Einwanderer, zuerst am Oberlin College und erwarb dort 1935 einen Bachelor of Arts (B.A.). Ein anschließendes postgraduales Studium an der University of Wisconsin–Madison schloss er 1938 mit einem Master of Arts (M.A.) ab und erwarb dort darüber hinaus 1941 einen Philosophiae Doctor (Ph.D.).
Im Anschluss blieb er zunächst an der University of Wisconsin-Madison, übernahm dort bis 1942 eine Professur im Fach Wirtschaftswissenschaft und wurde auch Mitglied der Ehrengesellschaft Beta Gamma Sigma sowie der akademischen Gemeinschaft Phi Beta Kappa. Nachdem er zwischen 1942 und 1946 als Finanzwirtschaftler im Finanzministerium gearbeitet hatte, wurde er 1946 Professor für Wirtschaftswissenschaft an der University of Minnesota und lehrte dort bis 1967. Außerdem war er zwischen 1947 und 1948 steuerpolitischer Berater der US-amerikanischen Militärregierung für Deutschland (Office of the US Military Government for Germany).
Zugleich war er zwischen 1961 und 1964 Vorsitzender des Council of Economic Advisers und damit einer der engsten Berater der Präsidenten John F. Kennedy und Lyndon B. Johnson in wirtschaftspolitischen Fragen. In dieser Eigenschaft erschien sein Foto am 8. Juni 1962 unter der Überschrift „White House Adviser Walter Heller“ auf dem Titelbild des Nachrichtenmagazins Time. Später war er von 1965 bis 1969 auch Mitglied des Komitees für interne Währungsregelungen des Finanzministeriums.
1962 wurde Heller in die American Academy of Arts and Sciences und 1975 in die American Philosophical Society gewählt. Zuletzt war Heller, der auch für die Ford Foundation tätig war, von 1971 bis 1974 Präsident des National Bureau of Economic Research (NBER). 1974 war er zusätzlich gewählter Präsident der American Economic Association (AEA).

## Veröffentlichungen
- State Income Tax Administration, Mitautorin Clara Penniman, Madison, University of Wisconsin Press, 1959
- New Dimensions of Political Economy, 1966
- Monetary vs. Fiscal Policy (a dialogue with Milton Friedman), 1969
- What’s Right with Economics?, The American Economic Review, Ausgabe 65, 1–26, 1975
- The Economy: Old Myths and New Realities, New York, W.W.Norton, 1976